# Miguel de Noronha, conde de Linhares

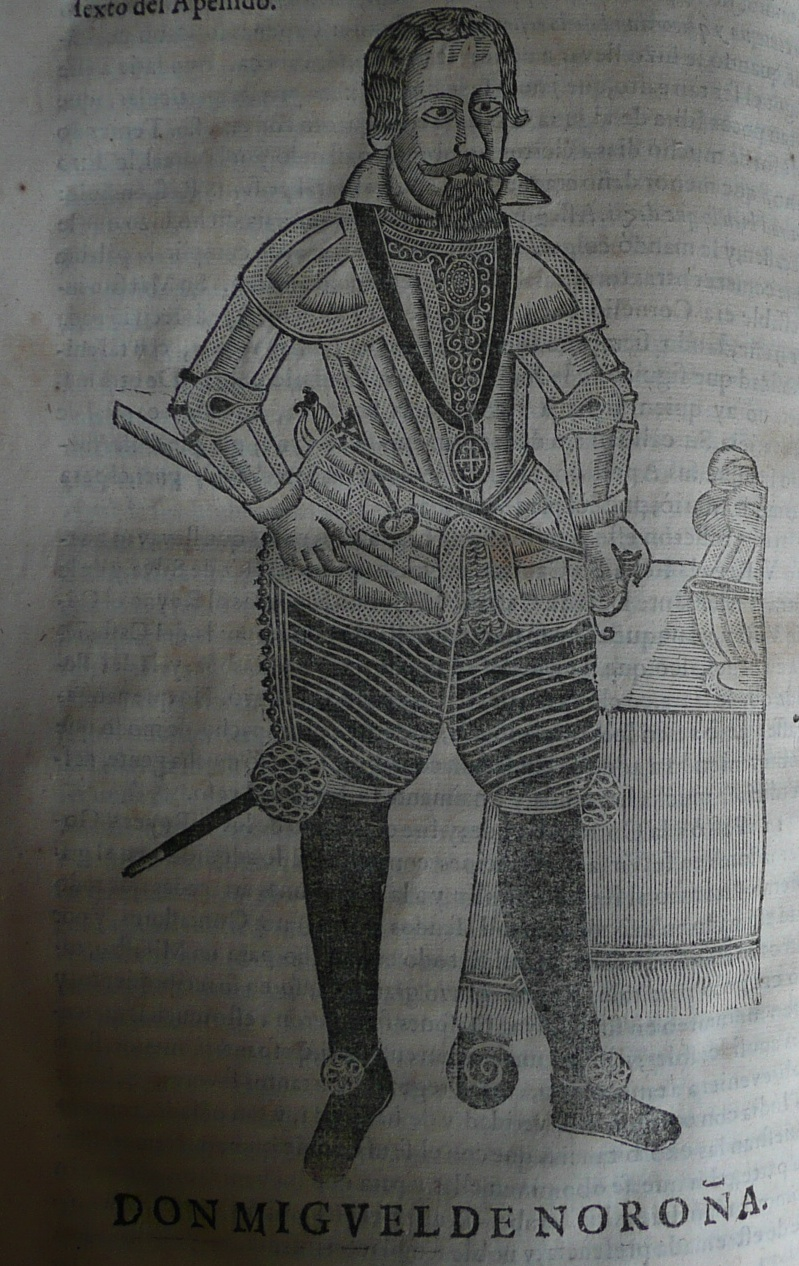

Miguel de Noronha (1585-1647), cuarto conde de Linhares, fue un noble y militar portugués de la Monarquía Hispánica.

## Biografía
Hijo de Afonso de Noronha, se convirtió en conde de Linhares cuando su primo tercero Fernando de Noronha murió sin hijos en 1608. Afonso fue gobernador de Tánger entre 1624 y 1628, Miguel desarrolló una exitosa carrera militar contra los musulmanes en el norte de África. Al año siguiente se convirtió en virrey de la India portuguesa hasta 1635, emulando a su abuelo, también llamado Afonso de Noronha, que fue virrey entre 1550 y 1554. Sin embargo, este destino fue menos exitoso, conduciendo a derrotas en Ceilán y Mombasa.
A su retorno a Madrid, fue parte del consejo de Portugal, donde entró en confrontación con el Conde-duque de Olivares sobre la independencia de Portugal. El valido de Felipe IV favorecía la integración de todas las posesiones de los Austrias, mientras que importantes portugueses como Noronha preferían su subsistencia como reino dinásticamente asociado. A pesar de esto, permaneció fiel a Felipe tras el estallido de la Guerra de Restauración portuguesa en 1640. Como recompensa, se le dio el puesto de general de las galeras de Sicilia y España, y se le concedió el marquesado de Gijón y el Duque de Viseu.
En 1646 se enfrentó a los franceses en la batalla de Orbetello. El liviano combate fue un importante éxito para España, ya que el principal almirante francés en el Mediterráneo, el joven y hábil Jean Armand de Maillé-Brézé, resultó muerto con mínimas pérdidas para la flota española. Sin embargo, la corte esperaba que Noronha fuera capaz de destrozar la flota francesa, y al no suceder esto, fue relevado del mando y encarcelado. Murió en prisión el año siguiente.